# Euskal Batasuna
Euskal Batasuna, EB, ("Unitat Basca" en català) va ser un partit polític abertzale i d'esquerres del País Basc del Nord. Fou creat l'any 1986 per militants provinents del Euskal Herriko Alderdi Sozialista. Es diferenciava d'altres agents abertzales i d'esquerres d'Iparralde pel seu rebuig de la violència del grup armat Iparretarrak, tot i que recolzava els postulats d'ETA al País Basc del Sud. Va presentar-se a les eleccions legislatives de 1988 obtenint molt mals resultats i finalment s'integrà a Abertzaleen Batasuna (AB) el 1993.